# Кулаково (Пронский район)
Кулако́во — деревня в Пронском районе Рязанской области России, входит в Тырновское сельское поселение.

## История
Деревня Кулаково в письменных документах впервые встречается в 1597 году, упоминаясь в числе вотчин Рязанского Спасо-Преображенского монастыря. Позднее упоминается в окладных книгах 1676 года при описании села Карповского и Покровской церкви, в приход которой входила деревня. В 1859 году в деревне было 85 дворов, в которых проживали 645 человек. В 1885 году в деревне было 109 дворов. Вместе с селом Карповским (147 дворов) и деревней Медведево (18 дворов) приход насчитывал 2380 человек (мужчин - 1171, женщин - 1209).

## Границы и территория
Улицы
ул. Бутырки
ул. Верхняя
ул. Огольцы
ул. Советская
ул. Нижняя

## Население
| 1859 | 1897  | 1906  | 2010 |
| ---- | ----- | ----- | ---- |
| 645  | ↗1041 | ↗1523 | ↘3   |